# Gu Bon-gil
Dans ce nom Coréen, le nom de famille, Gu, précède le nom personnel.
Gu Bon-gil (né le 27 avril 1989 à Séoul) est un escrimeur sud-coréen pratiquant le sabre. Il est triple champion olympique par équipe en 2012, 2020 et 2024.
Champion du monde cadet et juniors en 2005 et 2007, il décroche une première médaille mondiale chez les séniors en 2011. Gu est également double médaillé aux championnats d'Asie la même année.
Il remporte le titre en sabre individuel en battant son compatriote Oh Sang-uk lors des Jeux asiatiques de 2018, ainsi que le titre par équipes.

## Palmarès
- Jeux olympiques
  -  Médaille d'or par équipes aux Jeux olympiques d'été de 2012 à Londres
  -  Médaille d'or par équipes aux Jeux olympiques d'été de 2020 à Tokyo
  -  Médaille d'or par équipes aux Jeux olympiques d'été de 2024 à Paris

- Championnats du monde d'escrime
  -  Médaille d'or par équipes aux championnats du monde d'escrime 2018 à Wuxi
  -  Médaille d'or par équipes aux championnats du monde d'escrime 2017 à Leipzig
  -  Médaille d'argent aux championnats du monde d'escrime 2017 à Leipzig
  -  Médaille d'argent aux championnats du monde d'escrime 2014 à Kazan
  -  Médaille d'argent par équipes aux championnats du monde d'escrime 2014 à Kazan
  -  Médaille de bronze par équipes aux championnats du monde d'escrime 2013 à Budapest
  -  Médaille de bronze aux championnats du monde d'escrime 2011 à Catane

- Championnats d'Asie d'escrime
  -  Médaille d'or aux championnats d'Asie d'escrime 2018 à Bangkok
  -  Médaille d'or par équipes aux championnats d'Asie d'escrime 2018 à Bangkok
  -  Médaille d'or aux championnats d'Asie d'escrime 2017 à Hong Kong
  -  Médaille d'or par équipes aux championnats d'Asie d'escrime 2017 à Hong Kong
  -  Médaille d'or par équipes aux championnats d'Asie d'escrime 2016 à Wuxi
  -  Médaille d'or par équipes aux championnats d'Asie d'escrime 2015 à Singapour
  -  Médaille d'or aux championnats d'Asie d'escrime 2014 à Suwon
  -  Médaille d'or par équipes aux championnats d'Asie d'escrime 2014 à Suwon
  -  Médaille d'or aux championnats d'Asie d'escrime 2013 à Shanghai
  -  Médaille d'or par équipes aux championnats d'Asie d'escrime 2013 à Shanghai
  -  Médaille d'or par équipes aux championnats d'Asie d'escrime 2012 à Wakayama
  -  Médaille d'or par équipes aux championnats d'Asie d'escrime 2011 à Séoul
  -  Médaille d'or aux championnats d'Asie d'escrime 2010 à Séoul
  -  Médaille d'argent par équipes aux championnats d'Asie 2015 à Singapour
  -  Médaille d'argent par équipes aux championnats d'Asie 2012 à Wakayama
  -  Médaille d'argent aux championnats d'Asie 2011 à Séoul
  -  Médaille d'argent par équipes aux championnats d'Asie 2010 à Séoul

## Classement en fin de saison
| Année | 2009 | 2010 | 2011 | 2012 | 2013 | 2014 | 2015 | 2016 | 2017 | 2018 |
| ----- | ---- | ---- | ---- | ---- | ---- | ---- | ---- | ---- | ---- | ---- |
| Rang  | 186  | 3    | 3    | 4    | 5    | 1    | 1    | 7    | 1    | 2    |